# Ryan Regez
Ryan Regez, né le 30 janvier 1993 à Interlaken, est un skieur acrobatique suisse spécialiste du skicross.

## Carrière
Regez a la double nationalité suisse-britannique et est membre du club de ski de Wengen là ou il a grandi. Il dispute sa première course FIS le 15 février 2014 à Watles en Italie où il se classe à la 40e place.
En janvier 2015, il fait ses débuts en Coupe d'Europe à Orcières et remporte la victoire au classement général de la saison 2015-16 intégrant alors l'équipe principale suisse. Il fait ses débuts la même saison en Coupe du monde de ski acrobatique, le 5 décembre 2015, il se classe 58e dans le Montafon.
La saison suivante se déroule bien pour lui, jusqu'à l'avant-dernière course à Miass, lors des 8e de finale où il se déchire le ligament croisé lors d'une chute ; il termine la saison avec une 30e place dans sa discipline et une 136e place au classement général. Il concoure la saison suivante en division inférieure avec le circuit de la coupe d'Europe dont il remporte le classement général pour la seconde fois.
Ryan revient au plus haut niveau pour la saison 2018-2019 et remporte sa première victoire le 16 février 2019 sur l'épreuve de Feldberg. Au terme de la saison, il figure à la 9e place du tableau avec un total de 267 points. Il multiplie les podium l'année suivante avec une troisième place à Val Thorens, une victoire à Montafon et une troisième place à Idre, ce qui le propulse à la deuxième place derrière le Canadien Kevin Drury qui gagne le petit globe de cristal de la spécialité. Au terme de la saison 2019/2020, il est sacré champion suisse de Skicross lors d'une course le 7 mars 2020 à Crans-Montana. Il termine devant Joos Berry et Armin Niederer.
Avec trois deuxièmes places sur les épreuves, la saison 2020/2021 se conclut pourtant par un 7e rang au classement général de ski cross car il n'a pas pu disputer les trois dernières courses ayant contracté le Covid-19 et s'étant fracturé la main lors d'un entraînement.
Aux Jeux olympiques de Pékin en 2022, Regez devient le nouveau champion olympique de ski cross devant son compatriote Alex Fiva, champion du monde en titre.

## Palmarès

### Jeux olympiques
| Épreuve / Édition | Ski cross |
| JO 2022 Pékin     | Or        |

### Championnats du monde
| Épreuve / Édition        | Ski cross | Ski cross par équipe             |
| Mondiaux 2021 Idre Fjäll | 18e       | Épreuve inexistante à cette date |
| Mondiaux 2025 Engadine   | Or        | Or                               |

Légende :
- : première place, médaille d'or
- : deuxième place, médaille d'argent
- : troisième place, médaille de bronze
- : pas d'épreuve

### Coupe du monde
- 1 gros globe de cristal :
  - Vainqueur du classement général skicross en 2022.
- 16 podiums dont 7 victoires.

#### Détails des victoires
| Date             | Lieu         | Pays      |
| 16 Février 2019  | Feldberg     | Allemagne |
| 14 Décembre 2019 | Montafon     | Autriche  |
| 25 Janvier 2020  | Idre         | Suède     |
| 19 Décembre 2021 | San Candido  | Italie    |
| 22 Janvier 2022  | Idre         | Suède     |
| 23 Janvier 2022  | Idre         | Suède     |
| 8 Février 2025   | Val di Fassa | Italie    |

#### Différents classements en coupe du monde
| Année/Classement | Année/Classement | Général | Général | Skicross | Skicross |
| ---------------- | ---------------- | ------- | ------- | -------- | -------- |
| Année/Classement | Année/Classement | Class.  | Points  | Class.   | Points   |
| 2017             | 2017             | 136     | 8,64    | 30       | 121      |
| 2018             | 2018             | 44      | 24,27   | 9        | 267      |
| 2019             | 2019             | 16      | 41,27   | 2        | 454      |
| 2020             | 2020             | -       | -       | 7        | 347      |
| 2021             | 2021             | -       | -       | -        | -        |